# Christian Klem
Christian Klem (* 21. April 1991 in Graz) ist ein ehemaliger österreichischer Fußballspieler auf der Position eines Mittelfeld- und Abwehrspielers.

## Karriere

### Verein
Klem begann seine aktive Karriere als Fußballspieler im Jahre 1998 in der Nachwuchsabteilung des  GSV Wacker in der steirischen Landeshauptstadt Graz. Dort durchlief er bis 2001 verschiedene Jugendspielklassen, ehe er Mitte Februar 2001 als Kooperationsspieler in den Nachwuchs des steirischen Traditionsvereines SK Sturm Graz wechselte. Dabei zeigte er gute Leistungen, so dass er nach der Kooperationszeit im Juli 2002 fix vom Sturm Graz in deren Jugendabteilung aufgenommen wurde.
Während der Saison 2005/06 kam der eher defensiv eingestellte Klem bei 21 Jugendspielen zu vier Treffern. In der Folgesaison war er bei 14 Matches im Einsatz und erzielte dabei ein Tor. Nachdem sich Klem in der U-19-Mannschaft des Vereines gut präsentierte und in der Spielzeit 2007/08 noch in sieben Spielen der von Toto gesponserten U-19-Jugendliga kam und dabei zwei Treffer erzielte, kam er zu seinen ersten Auftritten für das Amateurteam der Grazer mit Spielbetrieb in der drittklassigen Regionalliga Mitte.

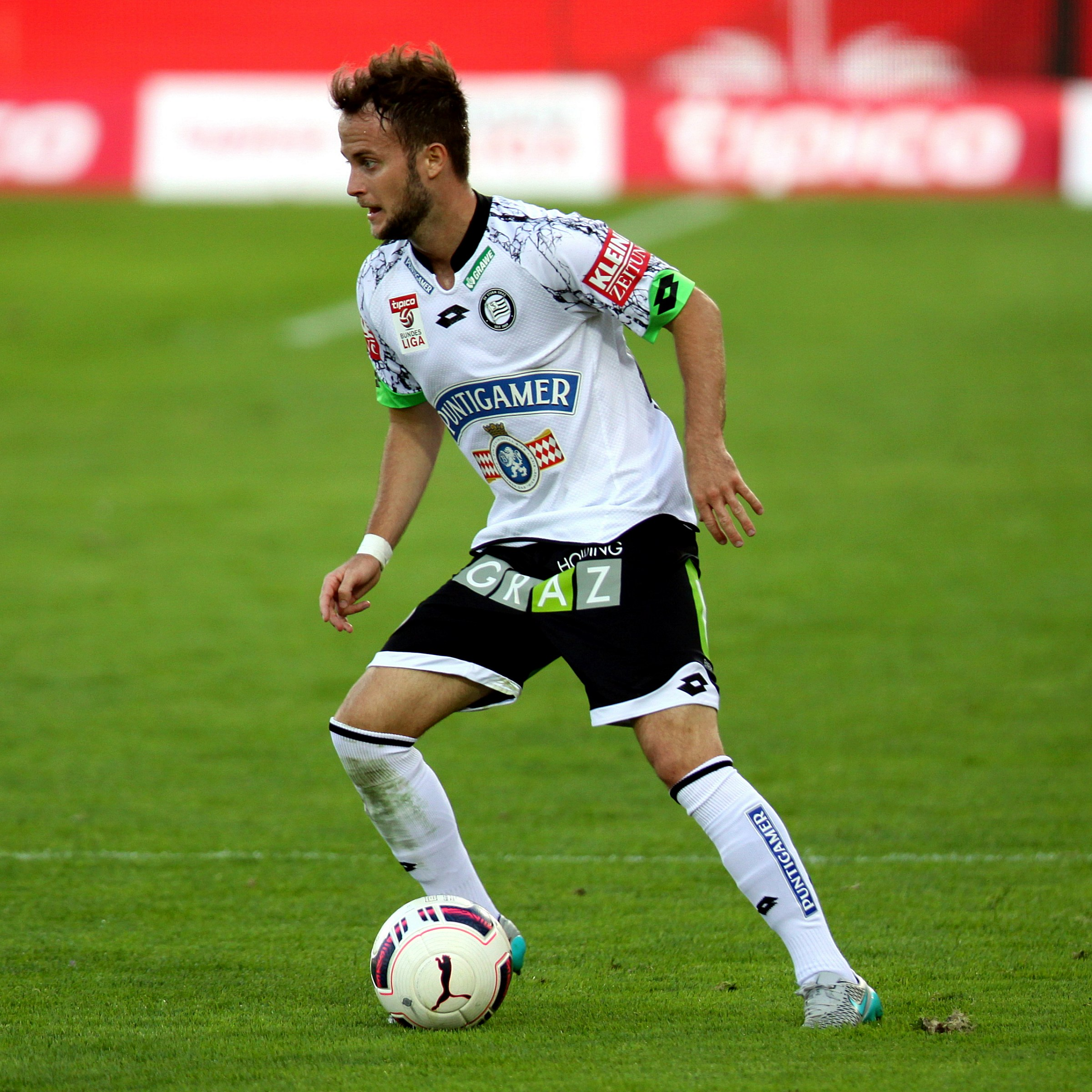
Christian Klem im Trikot des SK Sturm Graz

Sein Teamdebüt für die Sturm Amateure gab Klem am 3. August 2007, als er beim 3:1-Heimsieg über die Union St. Florian in der 72. Spielminute für Jakob Jantscher eingewechselt wurde. Parallel spielte der junge Mittelfeldakteur in derselben Saison auch noch in sechs Spielen des U-19-Teams (2007) und gab mit einem einzigen Spiel im Jahre 2008 seinen Abschied aus dem Nachwuchsfußball.
Bereits in seiner ersten Saison begann sich der gebürtige Grazer in der Mannschaft zu etablieren und kam bei 18 Meisterschaftseinsätzen und einem Tor am Anfang nur zu Kurzeinsätzen, die sich in Folge aber zu immer längeren Einsätzen entwickelten. Das erste Tor für die Amateurmannschaft erzielte er am 14. September 2007 beim 1:1-Heimremis gegen die Amateurmannschaft des FC Kärnten, als er in der 36. Minute den Führungstreffer für sein Team machte. Auch während der Saison 2008/09 war Klem ein fixer Bestandteil der Sturm Amateure und kam so bei 23 Ligaspielen auf ein Tor.
Ähnlich erfolgreich begann auch die Spielzeit 2009/10, in der er bis dato  bei neun Meisterschaftsspielen ein Tor verzeichnen kann. Weiters war er für das Team im ÖFB-Cup 2009/10 im Einsatz, wo er nach einer 1:2-Niederlage gegen die zwei Klassen höher spielende SV Ried, in der 2. Runde des Bewerbs ausschied.
Nachdem Klem schon zur Saison 2008/09 im Kader der Profimannschaft in der Bundesliga stand, jedoch zu keinem Einsatz kam, wurde er für die Spielzeit 2009/10 ein weiteres Mal in den erweiterten Kader des Teams geholt. Am 21. November 2009 gab er schließlich sein Team-, Profi- und Ligadebüt, als er bei der 0:2-Heimniederlage gegen die SV Ried in der 87. Minute für seinen Ex-Amateur-Teamkollegen Jakob Jantscher ins Spiel kam. 2010/11 wurde er mit 18 Einsätzen österreichischer Fußballmeister.
Im Sommer 2016 wechselte er zum Ligakonkurrenten Wolfsberger AC, wo er einen bis Juni 2018 gültigen Vertrag unterschrieb. Nach der Saison 2017/18 verließ er den WAC.
Im August 2018 wechselte er zum Zweitligisten SV Lafnitz. Nach einem halben Jahr bei Lafnitz wechselte er im Jänner 2019 zum Bundesligisten FC Wacker Innsbruck. Mit Wacker musste er 2019 aus der Bundesliga absteigen. Nach dem Abstieg wechselte er zur Saison 2019/20 zum Bundesligisten TSV Hartberg, bei dem er einen bis Juni 2021 laufenden Vertrag erhielt. Insgesamt kam er zu 87 Bundesligaeinsätzen für den TSV. Nach der Saison 2022/23 verließ er die Steirer. Anschließend beendete er seine Karriere.

### Nationalmannschaft
Seine Nationalteamkarriere begann Klem bereits für die österreichische U-16-Auswahl, mit der er drei Ländermatches absolvierte. Ab 2007 stand er dann im Kader der U-17-Mannschaft Österreichs, für die er Ende April bei einem freundschaftlichen Länderspiel gegen Ungarns U-17 sein Debüt gab. Im Spiel wurde er in der 41. Minute für den damaligen Jugendspieler des FC Admira Wacker Mödling Daniel Mihaly, der heute im unterklassigen Fußball aktiv ist, eingewechselt. Nach zehn U-17-Nationalspielen, sowie zwei Treffern, kam Klem 2008 in die U-19-Auswahl Österreichs, nachdem er das U-18-Team einfach übersprang. Am 27. März 2009 wurde er von U-19-Teamchef Andreas Heraf für die Elite-Runde der Qualifikation zur U-19-EM 2009 nominiert.
Am 1. April 2009 gab er schließlich sein Mannschaftsdebüt, als er beim 2:0-Auswärtssieg über das belgische U-19-Team die volle Spieldauer auf dem Rasen stand. Nach acht Spielen und drei Treffern wurde der defensive Mittelfeldspieler am 6. November 2009 von Andreas Herzog erstmals in den österreichischen U-21-Teamkader berufen.
Nachdem er erst vor kurzem die U-18-Mannschaft einfach übersprungen hatte, gelang es ihm, auch die U-20-Mannschaft hinter sich zu lassen und gleich ins U-21-Team einzusteigen. Sein Teamdebüt gab der junge Mittelfeldakteur schließlich am 18. November 2009 beim 4:0-Sieg über eine stark ersatzgeschwächte aserbaidschanische U-21-Nationalmannschaft, allerdings in der Verteidigung agierend. Beim Spiel war er die vollen 90 Minuten plus Nachspielzeit im Einsatz.

## Erfolge
- Österreichischer Cup-Sieger 2010 (Sturm Graz)
- Österreichischer Meister 2011 (Sturm Graz)